# Ranunculus hookeri
Ranunculus hookeri är en ranunkelväxtart som beskrevs av Schlechtendal. Ranunculus hookeri ingår i släktet ranunkler, och familjen ranunkelväxter. Inga underarter finns listade i Catalogue of Life.